# Rolf Botzet

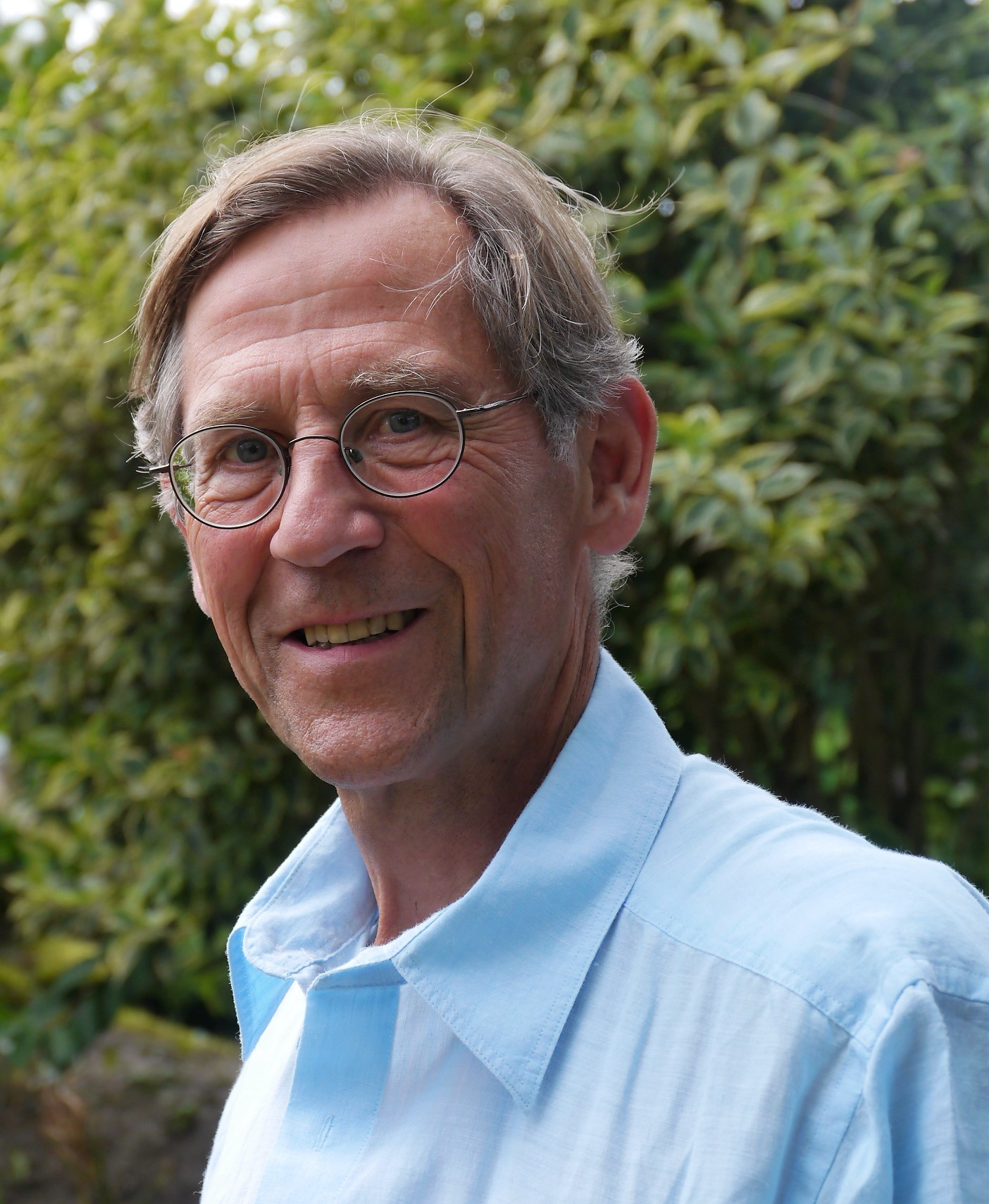
Rolf Botzet (2016)

Rolf Botzet (* 9. Juni 1954 in Krefeld) ist ein deutscher Historiker, er wirkte von 1986 bis 2017 in Bielefeld und in den im Kreis Herford gelegenen westfälischen Gemeinden Rödinghausen und Kirchlengern.

## Leben
Botzet wuchs als Sohn des Kaufmanns Hans Botzet und dessen Ehefrau Marlies geb. Evertz in Tönisberg bei Krefeld auf und besuchte das Gymnasium am Moltkeplatz in Krefeld. 1971–1972 ging er als 17-jähriger Austauschschüler für ein Jahr nach New Bern in North Carolina, USA. Dieses Jahr wurde für ihn lebensprägend, da er dort die Rassentrennung mit ihren Auswirkungen hinsichtlich Einkommen, Lebensverhältnissen, Rechten und Berechtigungen erlebte. Selber als Niggerlover (sinngemäß: jemand, der ein positives Verhältnis zu Schwarzen hat) beschimpft, hat sich Botzet seither für das gleichberechtigte Zusammenleben und die Freundschaft aller Ethnien eingesetzt.
Zurück in Deutschland lernte Botzet die Werke des französischen Schriftstellers und Philosophen Albert Camus kennen. Dabei sollte ein Satz aus Camus’ Rede anlässlich der Verleihung des Literatur-Nobelpreises 1957 wegweisend für Botzets spätere Arbeit als Historiker werden: « l’écrivain (...) ne peut se mettre au service de ceux qui font l’histoire : il est au service de ceux qui la subissent. » (Albert Camus – Banquet speech. In: nobelprize.org. Abgerufen am 23. November 2022 (französisch)., deutsch: „Der Schriftsteller kann sich nicht in die Dienste derjenigen stellen, die die Geschichte machen: er steht in Diensten derer, die die Geschichte erleiden.“)
Botzet studierte Geschichte, Philosophie, Pädagogik und Empirische Kulturwissenschaft in Tübingen, Bielefeld und Innsbruck. Das Studium schloss Botzet mit einer Arbeit über Möglichkeiten und Grenzen von Organisierung und Politisierung der Unterklasse im Vormärz in Stuttgart ab. 1990 wurde er mit einer Arbeit über ländliche Mischökonomie an der Universität Innsbruck zum Dr. phil. promoviert.
Botzet unternahm zahlreiche lange Reisen durch Europa, Afrika, Asien, Nord-, Mittel- und Südamerika, um bei persönlichen Begegnungen den Menschen zuzuhören, ihre Ansichten, Überzeugungen und Gedanken kennenzulernen. Er bemühte sich dabei, zumindest ein paar Dutzend Wörter aus der Sprache eines jeden Landes zu lernen. Fotos von diesen Reisen fanden Eingang in Botzets Ausstellung Auf der Suche nach dem Wunderbaren.
Botzet ist Vater von drei Söhnen und lebt in Bielefeld.

## Werk/Wirken
1986 erhielt Botzet den Auftrag, die Geschichte der im Kreis Herford gelegenen Gemeinde Rödinghausen zu erforschen und zu schreiben. Die „Ereygnisse, Merckwürdigkeyten und Begehbenheyten aus Rödinghausen“, die 1988 in erster Auflage erschienen, waren zu der Zeit in mehrerlei Hinsicht innovativ. Botzet beschrieb detailliert, wie die Rödinghauser ihre natürliche Umwelt und ihre Lebensgrundlagen in der fast 1150-jährigen Geschichte des Ortes von der ersten urkundlichen Erwähnung im Jahr 852 bis zum Ende des 20. Jahrhunderts zum Nachteil der Natur veränderten. Weiterhin thematisierte er die systematische Benachteiligung von Frauen in der Geschichte und rückte das Schicksal von Zwangsarbeitern während des 1. und 2. Weltkrieges in Rödinghausen ins Blickfeld.

### Gemeinsamer Historiker der Gemeinden Kirchlengern und Rödinghausen
Von 1988 bis 1995 war Botzet als „Gemeinsamer Historiker der Gemeinden Kirchlengern und Rödinghausen“ (beide im Kreis Herford) tätig. Da es für die Gemeinde Rödinghausen mit 9000 Einwohnern nicht vorstellbar war, einen Historiker zu beschäftigen, und da gleichzeitig auch andere Gemeinden Interesse an der Tätigkeit eines Historikers und Archivars zeigten, einigten sich schließlich diese beiden Gemeinden auf die Teilung einer Stelle, sodass zwei Gemeinden vom Sachverstand des Historikers profitierten. Botzet war für die beiden Gemeindearchive, die Ortsgeschichten, den Aufbau eines Heimatmuseums, kulturelle Veranstaltungen, Kunstausstellungen, einen historischen Jahrmarkt und die Denkmalpflege zuständig.

### Historiker der Gemeinde Rödinghausen
1995 beendete Botzet seine Zusammenarbeit mit der Gemeinde Kirchlengern und arbeitete von da an und bis zu seiner Pensionierung 2017 ausschließlich in Rödinghausen.
In dieser Zeit entstanden zusätzlich zu der Ortsgeschichte zahlreiche Monografien und Aufsätze, die Einzelaspekte der Geschichte des 10.000-Einwohner-Ortes zum Thema hatten. Botzet hat mit seiner Forschungs- und Publikationstätigkeit weite Teile des Lebens der kleinen westfälischen Gemeinde Rödinghausen in seltener Dichte abgedeckt. Neben dem Wert an sich, den diese Dichte von Publikationen darstellt, eignet sich Rödinghausen damit als Gegenstand für vertiefende Untersuchungen und als Vergleichsort für Gemeinden ähnlicher Größe in anderen deutschen Landschaften.
Gemäß dem Motto von Albert Camus, der Schriftsteller (bzw. Historiker) habe sich in die Dienste derer zu stellen, die die Geschichte erleiden, widmete sich Botzet zeitlebens der Geschichte der Unterschichten. Er porträtierte immer wieder Persönlichkeiten, die genauso unbekannt und unbedeutend verstarben, wie sie geboren worden waren, und er arbeitete dabei immer das Paradigmatische in ihren Biographien heraus. In „Tod in Peking. Das kurze Leben des Karl Wilhelm Restemeier aus Rödinghausen-Westkilver“ schilderte Botzet das Leben eines Kleinbauern- und Heimarbeitersohnes, der 1900 mit der kaiserlichen Marine nach Peking aufbrach, um an der Niederschlagung des Boxeraufstandes teilzunehmen und dort sehr bald an Typhus starb.
In „Zwangsarbeit in Rödinghausen“ rückte er das kurze Leben des noch jugendlichen polnischen Zwangsarbeiters Eduard Zenka in den Mittelpunkt, der wenige Wochen nach dem Ende des Zweiten Weltkrieges wahrscheinlich von flüchtigen Wehrmachtssoldaten erschossen wurde.
Die Ausstellung „Wilhelm Hüsemann - Tischler in Rödinghausen. Ein Leben in Deutschland“ widmete Botzet einem Dorfschreiner, „einem ganz normalen Menschen, zur Anerkennung und Wertschätzung eines Meisters, stellvertretend für viele Handwerker.“
Als Botzet 2011 den Auftrag erhielt, die Restaurierung eines Kriegerehrenmales für die Soldaten des Ersten Weltkrieges zu organisieren, formte er es um in ein Mahnmal für den Frieden und löste damit kontroverse Diskussionen aus. Die den „Heldentod“ glorifizierenden Texttafeln tauschte Botzet aus gegen Zitate aus dem Neuen Testament, von Kurt Tucholsky und dem früheren Bundespräsidenten Roman Herzog. Botzet erlebte wiederholt, wie die ortsansässige Bevölkerung seinen Projekten anfänglich reserviert bis ablehnend gegenüberstand, und diese Ablehnung nach Abschluss des Projektes meist in Zustimmung umschlug.
Neben der Ortsgeschichte engagierte sich Botzet für die über Jahrhunderte gewachsene Kultur Rödinghausens, wie sie regionaltypisch im Fachwerkbau, in der Kulturlandschaft und in der plattdeutschen Sprache zum Ausdruck kommt. Sein Engagement an dieser Stelle entstand aus der Überzeugung, dass Faktoren wie Identität, Heimat und Zugehörigkeit nicht im internationalen Rahmen oder in supranationalen Organisationen entstehen können, sondern nur in einer überschaubaren heimischen Welt. Aus diesem Grund übernahm er u. a. die Aufgabe, ein plattdeutsches Wörterbuch zusammen mit einer Arbeitsgruppe redaktionell zu überarbeiten und zu ergänzen.
Am Ende seiner Berufstätigkeit verfasste Botzet einen Überblick über die gesamte Rödinghauser Geschichte, von den ersten Anfängen vor ca. 10.000 Jahren bis an die unmittelbare Gegenwart heran. Er benannte die tragenden und bestimmenden Elemente aus diesen 10.000 Jahren, thematisierte die „lange Dauer“ und die langfristige Wirkmacht grundlegender Strukturen. Auf der anderen Seite arbeitete er die Wendepunkte, die Brüche und ihre Ursachen und die qualitativen Sprünge in der Geschichte des Ortes heraus.

### Engagement in Bielefeld
In seiner Wahlheimat Bielefeld engagierte sich Botzet bei der Neukonzeptionierung des Bauernhausmuseums, nachdem das Haupthaus des Museums 1995 einem Brand zum Opfer gefallen war. Botzet besorgte die Hausforschung für das neue zentrale Gebäude des Museums, einen Dreiständerhof aus dem Jahr 1590. Das neue Konzept des Museums konzentrierte sich auf den Leitgedanken „System Hof“, in dem alle Bewohner, die Tiere und die landwirtschaftliche Fläche ineinander griffen und nur gemeinsam den Bestand der sozialen Einheit erreichen konnten.
Weiterhin forschte und publizierte Botzet zum Alltagsleben im mittelalterlichen Bielefeld, zur Feuerwehr- und zur Landwirtschaftsgeschichte in Bielefeld.

## Werke/Schriften (Auswahl)
- Rolf Botzet: Die Geschichte von Klus und Kirche in Bieren. Erschienen anlässlich der 100. Wiederkehr des Kirchbaus in Bieren im Jahr 1909. 1. Auflage. Gemeinde Rödinghausen, 2009, ISBN 978-3-9811504-2-1.
- Rolf Botzet: Fachwerkschmuck in Rödinghausen. Inschriften, Ornamente und Symbole aus 230 Jahren; eine Zusammenstellung von 92 Fachwerkgebäuden in der Gemeinde Rödinghausen nach einer Erhebung aus dem Jahr 2008. Gemeinde Rödinghausen, 2009, ISBN 978-3-9811504-1-4.
- Rolf Botzet (Autor), Robert Mesterheide (Fotograf): Radkultourroute Rödinghausen: Natur- und Baudenkmäler Sehenswürdigkeiten. 1. Auflage. Gemeinde Rödinghausen, 2007, ISBN 978-3-9811504-0-7.
- Rolf Botzet: Die Bartholomäuskirche in Rödinghausen. Eine kurze Beschreibung ihrer Geschichte und Kunstwerke. Gemeinde Rödinghausen, 2003, ISBN 3-9801709-8-5.
- Rolf Botzet: Ereygnisse, Merckwürdigkeyten und Begehbenheyten aus Rödinghausen. Durchgesehene und erweiterte Auflage anlässlich des 1150. Jubiläums von Kilver im Jahr 2002. Gemeinde Rödinghausen, 2000, ISBN 3-9801709-0-X.
- Rolf Botzet: Die Geschichte der Freiwilligen Feuerwehr Westkilver. anlässlich des 100. Geburtstages der Wehr im Jahr 2000. 2. Auflage. Gemeinde Rödinghausen, 2000, ISBN 3-9801709-7-7.
- Die westfälische Bauernhofroute im Luftkurort Rödinghausen - Rödinghausen: Gemeinde Rödinghausen, 1995
- Rolf Botzet: Strom für Minden-Ravensberg. Die Geschichte des Kraftwerks Kirchlengern. Verlag für Regionalgeschichte, Bielefeld 1995, ISBN 3-89534-126-6.
- Rolf Botzet: Die Geschichte der Freiwilligen Feuerwehr Rödinghausen. Anlässlich des 100. Geburtstages der Wehr 1994. Gemeinde Rödinghausen, 1994, ISBN 3-9801709-3-4.
- Rolf Botzet: Der Weg zur Gesamtschule Rödinghausen. Gemeinde Rödinghausen, 1993, ISBN 3-9801709-1-8.
- Rolf Botzet: Bauersleut und Heimarbeiter. Feldarbeit und Hausgewerbe im Ravensberger Land (Dissertation). Maximilian-Verlag, Herford 1992, ISBN 3-7869-0289-5.
- Rolf Botzet, Wilhelm Lindemann (Illustrator): Rödinghausen, Die Denkmäler - Zeugnisse von Kunst, Kultur und Natur. Gemeinde Rödinghausen, 1991, ISBN 3-9801709-2-6.